# Jorge Nisco
Jorge Nisco est un réalisateur et assistant réalisateur argentin connu pour sa participation aux séries Killer Women, Epitafios et Malparida.

## Filmographie
- 2003 : Soy gitano
- 2004 : Epitafios
- 2004 : Sin código
- 2005-2006 : Killer Women
- 2010 : Malparida
- 2012-2015 : Violetta
- 2016-2018 : Soy Luna
- 2014 : Tini